# Ровесническое образование
Ровесническое образование — принцип организации образования и соответствующие ему педагогические практики, ключевым условием успешности обучения в которых признаётся становление дружеского сообщества учащихся.
Название было предложено Евгением Шулешко, разработавшим к началу 1980-х годов принципиально новую систему начального и дошкольного образования детей от 5 до 10 лет, исключавшую возникновение «двоечников» как социального явления и организовавшему её освоение в сотнях классов и дошкольных групп.
Идеи и методы ровеснического образования описаны в книге Е. Е. Шулешко «Понимание грамотности», в работах А. П. Ершовой, В. М. Букатова, А. Н. Юшкова, М. В. Ганькиной и др.
Хотя принципы ровесничества в качестве ключевых для построения педагогической практики были в явном виде сформулированы Е. Е. Шулешко, фактически они были полноценно воплощены во многих знаменитых прецедентах истории образования: в опыте Царскосельского лицея пушкинской поры, в коммунарском движении, в фактах становления многих студенческих сообществ и научных школ. Созвучна методам и идеям ровеснического образования младших школьников и педагогика Селестена Френе.
Во многих аспектах принципам ровеснического образования близки идеи «со-бытийной общности» детей и взрослых, развиваемые В. И. Слободчиковым, Т. В. Бабушкиной, А. Н. Тубельским.
В современной западной психологии и педагогике ряд принципов ровеснического образования проявляется в подходах, близких направлению «социального конструктивизма».

## Цитаты о ровесническом образовании
«…Мы не учим, а налаживаем ситуации, когда их участникам хочется доверять и друг другу, и своему собственному опыту, в результате чего происходит эффект добровольного и обучения, и научения, и тренировки».
— Ершова А. П., Букатов В. М. Режиссура урока, общения и поведения учителя. — 3-е изд. М., 2006.
«Ровесник — носитель общих навыков культуры своего народа. Ровесники ощущают себя новым поколением — новой общностью, которой доступны все стороны жизнедеятельности людей и в которой расхождения между людьми не доводятся до конфликтов. Суть нашего подхода — в организации такой жизни детей, при которой формирующееся поколение ровесников осваивает и сохраняет старые культурные традиции и, незаметно для себя, создает традиции новые.
…А в качестве способа, формы достижения такого результата педагог использует возможность ненасильственно, ненавязчиво, нерегламентированно вводить в оборот жизни знания, умения и навыки. Тогда то, что считалось дальней целью, становится всегда ближней, а достижение обученности — дальней».
— Шулешко Е. Е. Понимание грамотности. Книга 1. Условия успеха. СПБ., 2011.
«…Ровесничество — категория, требующая признать исходным условием то, что дети могут жить своей собственной жизнью: иметь свои собственные игры и считалки, передаваемые от одного детского поколения другому; свои секретные „клады“; иметь общие интересы к чтению, рукописным буквам и словам, математическим закономерностям, к природе, таинственность которой понятна детям — будь то распускающийся цветок, бегущие муравьи или выпавший из гнезда маленький птенец. И невозможно долго удерживать эту таинственность интереса вне непосредственного личного общения с другими, вне детской общности.
Поэтому все успехи детей в овладении разнообразными культурными навыками становятся реальными личными достижениями и фактом их личной биографии только в контексте общественного признания со стороны других детей.
Когда же целые группы детей могут сказать о себе, что они готовы справиться с предложенными взрослым задачами и реально с ними справляются, то мы можем говорить о детской общности, о самосознании ими своей общности, о складывающихся ровеснических отношениях. Ровесники ощущают себя новым поколением — новой общностью, которой доступны все стороны жизнедеятельности людей, и в которой расхождения между людьми не доводятся до конфликта».
— Юшков А. Н. Загадки природы. Рекомендации к занятиям по естествознанию с первоклассниками и старшими дошкольниками. СПб., 2009.